# Xanthophysa
Xanthophysa és un gènere monotípic d'arnes de la família Crambidae descrit per Eugene G. Munroe el 1964. Conté només una espècie, Xanthophysa psychialis, descrita per George Duryea Hulst el 1886. Es troba a Amèrica del Nord, on ha estat registrada a Alabama, Florida, Illinois, Indiana, Kentucky, Maine, Mississipi, New Hampshire, Nova Jersey, Carolina del Nord, Ohio, Ontario, Quebec, Carolina del Sud i Tennessee.